# Cameron Boyce
Pour les articles homonymes, voir Boyce.
Cameron Boyce est un acteur, danseur, chanteur et mannequin américain, né le 28 mai 1999 à Los Angeles (Californie) et mort le 6 juillet 2019 dans la même ville d'une crise d’épilepsie.
Il commence sa carrière avec des rôles secondaires dans des longs métrages tels que Mirrors, L'Œil du mal ou encore dans Copains pour toujours et sa suite. Il se fait ensuite connaitre avec le rôle de Luke Ross dans la série télévisée Jessie qui lui permet de devenir l'une des égéries de la chaîne Disney Channel.
Par la suite, il interprète Conor dans la série Guide de survie d'un gamer, diffusée sur Disney XD, et Carlos d'Enfer, l'un des personnages principaux de la trilogie Descendants, qui devient rapidement une franchise à succès pour la chaîne câblée.
Peu avant sa mort, Cameron joue le rôle de Cal dans le film Runt (en), qui ne sera pas diffusé en France mais disponible sur Youtube gratuitement.

## Biographie

### Formation
Cameron Boyce étudie au Sherman Oaks Center for Enriched Studies (en) de Los Angeles où il vit avec ses parents, Victor Boyce (un Afro-Américain d'ascendance caribéenne), Libby Boyce (d'ascendance européenne et de confession juive ashkénaze), et une sœur cadette, Maya.
Il pratique plusieurs sports, dont le basketball, la gymnastique et la natation, et est également ceinture bleue en taijutsu.

### Carrière
Il commence sa carrière en tant que mannequin à l'âge de sept ans, apparaissant dans le catalogue Disney Store. Par la suite, il est choisi pour les campagnes d'impression de Garnet Hill, Wilson Leather, Jakks Pacific, Nestlé et K-Mart. En 2007, à l'âge de huit ans, il tourne dans des spots publicitaires pour Kraft Foods, Bisquick et les jouets Mattel. L'année suivante, il apparaît dans des clips tels que That Green Gentleman, de Panic! at the Disco, où il apparaît en tant que mini-Ryan Ross, Y'all Know How I Am d'Ice Cube et Whip My Hair de Willow Smith.
En juillet 2008, il fait ses débuts à la télévision avec le rôle récurrent de Michael « Stone » Cates Jr. dans le feuilleton américain General Hospital : Night Shift (en). En août de la même année, il joue au cinéma le rôle de Michael Carson dans le film d'horreur Mirrors. Cette année-là, il apparaît également dans le thriller L'Œil du mal.
Danseur accompli maîtrisant différents styles de danse tels que le hip-hop, la danse moderne, le modern jazz, les claquettes, le ballet et surtout le breakdance, il forme avec quatre de ses amis le groupe de danse X Mob, dans lequel il porte le surnom de « BBoy Truth ».
En juin 2010, il joue Keith Feder, le fils gâté d'Adam Sandler dans la comédie Copains pour toujours. La même année, il apparaît dans la série web américaine LXD : La Légion des danseurs extraordinaires (en), dans laquelle il montre ses talents de danseur.
En avril 2011, il fait une apparition dans la série de Disney Channel, Bonne chance Charlie. Un peu plus tard, ce même mois, il est l'un des danseurs vedettes dans un hommage au mariage royal du prince William et de Kate Middleton dans l'émission Dancing with the Stars sur ABC. En juin de la même année, il apparaît dans la comédie Judy Moody et son été pas raté, puis en août, dans la série de Disney Channel, Shake It Up en tant que danseur vedette.
En septembre 2011, il décroche un rôle dans la série de Disney Channel, Jessie. Il y interprète Luke Ross, un garçon espiègle de douze ans, adopté à l'âge de cinq ans. À l'origine, le rôle avait été écrit pour être un enfant coréen qui se serait appelé Hiro, mais les directeurs du casting ont été séduits par la prestation de Cameron Boyce lors des auditions et ont décidé de réécrire le rôle spécialement pour lui. En 2012, il est choisi pour être la voix américaine de Jake dans Jake et les Pirates du Pays imaginaire lors de la saison 2.
En 2015, il tourne dans son premier Disney Channel Original Movie appelé Descendants. Il joue le rôle de Carlos, le fils de Cruella d'Enfer. Après la fin série Jessie, il obtient le rôle principal dans la toute nouvelle série de Disney XD Guide de survie d'un gamer, qui s'achève le 2 janvier 2017 après deux saisons. En 2016, il apparaît dans Camp Kikiwaka.
En 2017 et 2019, il interprète à nouveau Carlos dans Descendants 2 et Descendants 3, aux côtés de Dove Cameron, Sofia Carson, Booboo Stewart et Mitchell Hope, ainsi que China Anne McClain, qui fait son arrivée dans le casting pour le deuxième volet.
Parmi ses productions posthumes, la mini-série télévisée Mrs. Fletcher, diffusée sur HBO à partir d'octobre 2019, marque son premier et unique rôle principal à la télévision en dehors de Disney. Il y interprète le rôle de Zach.

### Décès
Cameron Boyce meurt dans son sommeil à Los Angeles, le 6 juillet 2019, à l'âge de 20 ans, à la suite d’une crise d'épilepsie,,,,,, maladie pour laquelle il suivait un traitement, peu avant la diffusion de Descendants 3, dont la sortie aux États-Unis a lieu en août suivant. De nombreux acteurs et personnalités du monde du cinéma lui rendent hommage,, tandis que Descendants 3 est dédié à sa mémoire lors de sa diffusion. Le film Hubie Halloween lui est également dédié avec un hommage en son nom durant le générique de fin.

## Sa mort
Le 6 juillet 2019, à l'âge de 20 ans, Boyce a été retrouvé inconscient chez lui à Los Angeles, en Californie . Les urgences ont été appelées et il a été déclaré mort sur les lieux. Selon une déclaration faite par la famille de Boyce, il est décédé dans son sommeil « à cause d'une crise d'épilepsie lié à un problème médical persistant pour lequel il était traité »,.
Une autopsie a été pratiquée, mais la divulgation de la cause du décès a été différée dans l'attente d'une enquête plus approfondie.
Le 9 juillet, la famille * de Boyce a confirmé que son décès avait été causé par une crise d'épilepsie et qu'il avait déjà reçu un diagnostic. Les résultats de l'autopsie ont été publiés par le département du médecin légiste coroner du comté de Los Angeles le 30 juillet, confirmant que la cause du décès de Boyce était due à une mort subite et inattendue due à l'épilepsie. Son corps a été incinéré et ses cendres ont été rendues à sa famille.

## Filmographie

### Cinéma
- 2008 : Mirrors d'Alexandre Aja : Michael Carson
- 2008 : L'Œil du mal (Eagle Eye) de D. J. Caruso : Sam Holloman
- 2010 : Copains pour toujours (Grown Ups) de Dennis Dugan : Keith Feder
- 2011 : Game On (court métrage) de Ryan Landels et Harry Shum Jr : le deuxième joueur (diffusé avant Justin Bieber: Never Say Never de Jon Chu)
- 2011 : Judy Moody et son été pas raté (en) (Judy Moody and the Not Bummer Summer) de John Schultz : Hunter
- 2013 : Copains pour toujours 2 (Grown Ups 2) de Dennis Dugan : Keith Feder
- 2020 : hubie Halloween de Steve Brill, Cameron Boyce aurait dû jouer dans le film.
- 2020 : Runt de William Caokley : Cal (sortie posthume)

### Télévision

#### Téléfilms
- 2015 : Descendants de Kenny Ortega : Carlos d'Enfer
- 2017 : Descendants 2 de Kenny Ortega : Carlos d'Enfer
- 2019 : Descendants 3 de Kenny Ortega : Carlos d'Enfer (diffusion posthume)
- 2019 : Wicked Woods: A Descendants Halloween Story (court métrage) de Melissa Goodwin Shepherd : Carlos d'Enfer (voix - diffusion posthume)
- 2020 : Showbiz Kids d'Alex Winter : lui-même (documentaire - diffusion posthume)
- 2024 : Descendants : L’Ascension de Red de Jennifer Phang : Carlos d'Enfer (diffusion posthume)

#### Séries télévisées
- 2008 : General Hospital: Night Shift (en) : Michael « Stone » Cates Jr. (saison 2, récurrent)
- 2010 : LXD : La Légion des danseurs extraordinaires (en) (The Legion of Extraordinary Dancers) : Jasper James jeune (saison 2, épisode 7)
- 2011 : Bonne chance Charlie (Good Luck Charlie) : le faux Gabe Duncan (saison 2, épisode 8)
- 2011 : Shake It Up : un danseur du groupe Highlighter (saison 1, épisode 21)
- 2011-2015 : Jessie : Luke Ross
- 2012-2015 : Jake et les Pirates du Pays imaginaire (Jake and the Never Land Pirates) : Jake (2e voix - saisons 2 et 3)
- 2012 : Austin et Ally (Austin and Ally) : Luke Ross (saison 2, épisode 6)
- 2014 : Ultimate Spider-Man : Luke Ross (voix - saison 3, épisode 21)
- 2015-2017 : Guide de survie d'un gamer (Gamer's Guide to Pretty Much Everything) : Conor
- 2015 : Liv et Maddie (Liv and Maddie) : Craig « Krahgg » (saison 2, épisode 17)
- 2015-2017 : Descendants : Génération méchants (Descendants: Wicked World) : Carlos d'Enfer (voix)
- 2016 : Camp Kikiwaka (Bunk'd) : Luke Ross (saisons 1 et 2, 1 épisode)
- 2016 : Code Black : Brody (saison 1, épisode 17)
- 2017 : Spider-Man : Hermann Schultz / Shocker (voix - saison 1, épisode 3)
- 2019 : Mrs. Fletcher : Zach (diffusion posthume)
- 2021 : Paradise City :	Simon Ostergaard (diffusion posthume)

### Jeux vidéo
- 2010 : Dance Juniors (Just Dance Kids) : l'un des coach virtuel